# 希瓦特卡尔
希瓦特卡尔（Shivatkar）是印度马哈拉施特拉邦浦那县的一个城镇。总人口10135（2001年）。

## 人口
该地2001年总人口10135人，其中男性5157人，女性4978人；0—6岁人口1322人，其中男707人，女615人；识字率72.65%，其中男性为78.88%，女性为66.19%。